# 江戶川

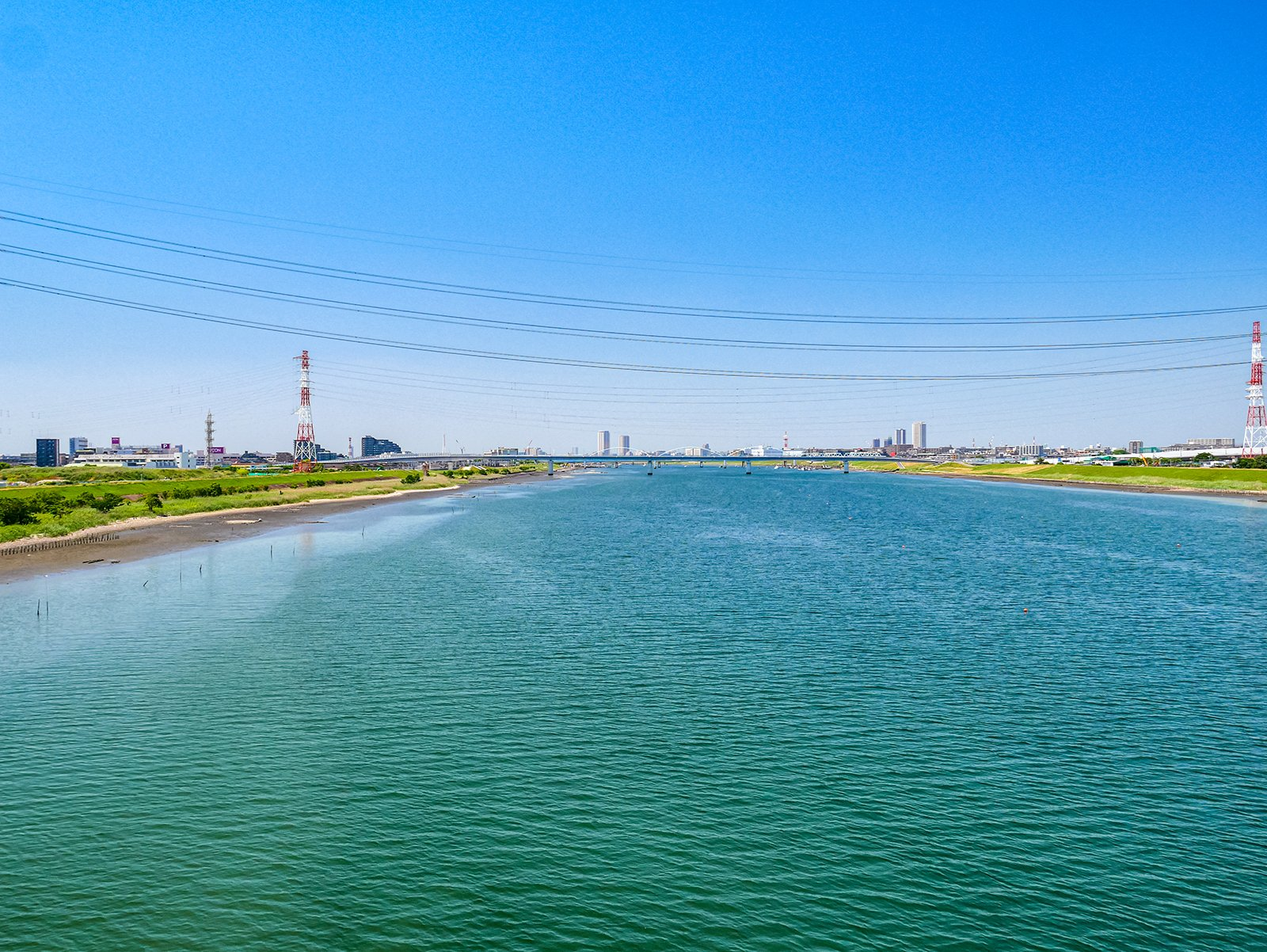
江戶川的出海口附近

江戶川（日语：／ Edogawa */?）是位於日本關東地方的河川，為利根川的分流，全長59.5公里（到舊江戶川河口）、流域面積約200km²，覆蓋茨城縣、千葉縣、埼玉縣、東京都。

## 地理
發源於茨城縣五霞町、千葉縣野田市的關宿分基點，向南流經茨城縣、千葉縣、埼玉縣、東京都，在千葉縣市川市附近分為「江戶川放水路」和原流路的舊江戶川。「江戶川放水路」從行德可動堰（江戶川河口堰）開始，從市川市、船橋市方面的河口開始；舊江戶川在與新中川合併後，從浦安市、東京都江戶川區方面的河口分別注入東京灣。
另外，舊江戶川河口的堀江量水標零點稱為Y.P.（即Yedogawa Peil之略），是測量利根川、江戶川、霞浦、那珂川等水位的基準面。Y.P.0m＝T.P.-0.840m（T.P即Tokyo Peil，東京灣平均潮位的零點，是日本國內測量山峰標高、河川等的水位的基準面）。

## 作用
從利根川流入江戶川的河水與「北千葉導水路」合併，成為日本首都圈上水道的重要來源。但是由於江戶川人口相對較多，水質不是很好，設有淨水場進行高度處理。

## 歷史
歷史上從利根川，一直是從日本東北地方、關東北部運送物資的流通幹線，直到明治時代被鐵道取代。
江戶川原來是渡良瀨川的下流的一部分，經過1641年人工挖掘，連通利根川後直通東京灣。之後在1919年開鑿「江戶川放水路」新成了兩個入海口的局面。

## 主要支流
- 座生川
- 利根運河
- 今上落
- 坂川
- 真間川

## 主要水利設施
- 關宿水門
- 首都圈外郭放水路
- 北千葉導水路
- 三鄉放水路
- 江戶川水門
- 行德可動堰（江戶川河口堰）

## 主要橋樑
- 市川大橋
- 新行德橋
- 行德橋
- 江戶川大橋
- 市川橋
- 新葛飾橋
- 葛飾大橋
- 葛飾橋
- 上葛飾橋
- 流山橋
- 玉葉橋
- 野田橋
- 金野井大橋
- 寶珠花橋
- 關宿橋

### 舊江戶川
舞濱大橋、浦安橋、今井橋